# Прадес, Пилар
Пилар Прадес Экспосито (исп. Pilar Prades Expósito; 1928, Бехис, Испания — 19 мая 1959, Валенсия) — испанская горничная, приговорённая к смертной казни за убийство путём отравления мышьяком. Она стала последней женщиной, казнённой в Испании.

## Биография
Пилар Прадес родилась в Бехисе в бедной семье. Она переехала в Валенсию, чтобы устроиться работать служанкой, в возрасте 12 лет. Будучи неграмотной и замкнутой, она несколько раз меняла хозяев, пока в 1954 году не начала работать на Энрике Виланову и Аделу Паскуаль, супружескую пару, державшую сельский дом на улице Сагунто в Валенсии. Прадес трудилась у них дома, а также иногда подрабатывала в продуктовом прилавке, когда там скапливалась очередь из покупателей. 19 марта Адела заболела тем, что первоначально было диагностировано как грипп, а затем умерла. После её смерти Энрике уволил Прадес, закрыл свой бизнес и покинул Валенсию.
Затем Прадес работала в доме военного врача Мануэля Беренгера и его жены Кармен Сид, будучи рекомендованной туда поваром Аурелией Санс Эрнанс. Вскоре Аурелия заболела. Встревоженный Беренгер отвёз Аурелию в больницу, где та почувствовала некоторое облегчение. Когда у его жены начали проявляться те же симптомы, он к специалистам, которые провели диагностический тест, подтвердив наличие яда. Заподозрив Прадес, он связался с Энрике Вилановой. После этого он подал иск против Прадес, тело Аделы было эксгумировано, тест на наличие мышьяка оказался положительным и у неё.
Улики были косвенными. Прадес призналась после 36 часов без еды и сна, среди её вещей была обнаружена фляжка с антисептиком на основе мышьяка, предположительно использованным ядом. Несмотря на совет адвоката, она не признала себя виновной. Её приговорили к удушению через гарроту.

## Казнь
Палачом, назначенным для приведения в исполнение казни, стал Антонио Лопес Сьерра, который, узнав, что будет казнена женщина, отказался это делать. Казнь, назначенная на шесть часов утра, была проведена более чем через два часа ожидания помилования, которое так и не было получено. Палач же напился и его пришлось тащить на место казни.

## В массовой культуре
История Прадес легла в основу аргентинского радиосериала, известного под названием «Маленькая галисийка с грязным лицом» (исп. La galleguita de la cara sucia) и имевший большой успех у слушателей.
Анекдот о палаче, насильно доставленном на место казни, вдохновил Луиса Гарсию Берлангу на создание фильма «Палач».
В документальном фильме «Дорогие наши палачи» Басилио Мартина Патино Антонио Лопеса расспрашивают о казни Пилар Прадес.
В 1985 году был снят первый сезон сериала TVE «След преступления» (исп. La huella del crimen), один из эпизодов которого был посвящен делу Прадес. Её роль сыграла актриса Тереле Павес, а режиссёром эпизода выступил Педро Олеа. Хосе Прадес, брат Пилар, подал в суд на TVE и сценариста за нанесение ущерба её чести. Иск был отклонён Верховным судом.